# Geert-Jan Derksen
Pour les articles homonymes, voir Derksen.
Gerardus Johannes Antonius "Geert-Jan" Derksen  est un rameur néerlandais né le 2 mai 1975 à Didam (Pays-Bas).

## Biographie
Lors des Jeux olympiques d'été de 2004 à Athènes, Geert-Jan Derksen participe à l'épreuve de huit avec Michiel Bartman, Gijs Vermeulen, Jan-Willem Gabriëls, Daniël Mensch, Gerritjan Eggenkamp, Matthijs Vellenga, Chun Wei Cheung et Diederik Simon et remporte la médaille d'argent. Il a aussi participé à la même épreuve aux Jeux olympiques de 2000 à Sydney, se classant huitième.

## Palmarès
- Jeux olympiques d'été de 2004 à Athènes
  -  Médaille d'argent en huit